# John Ranby

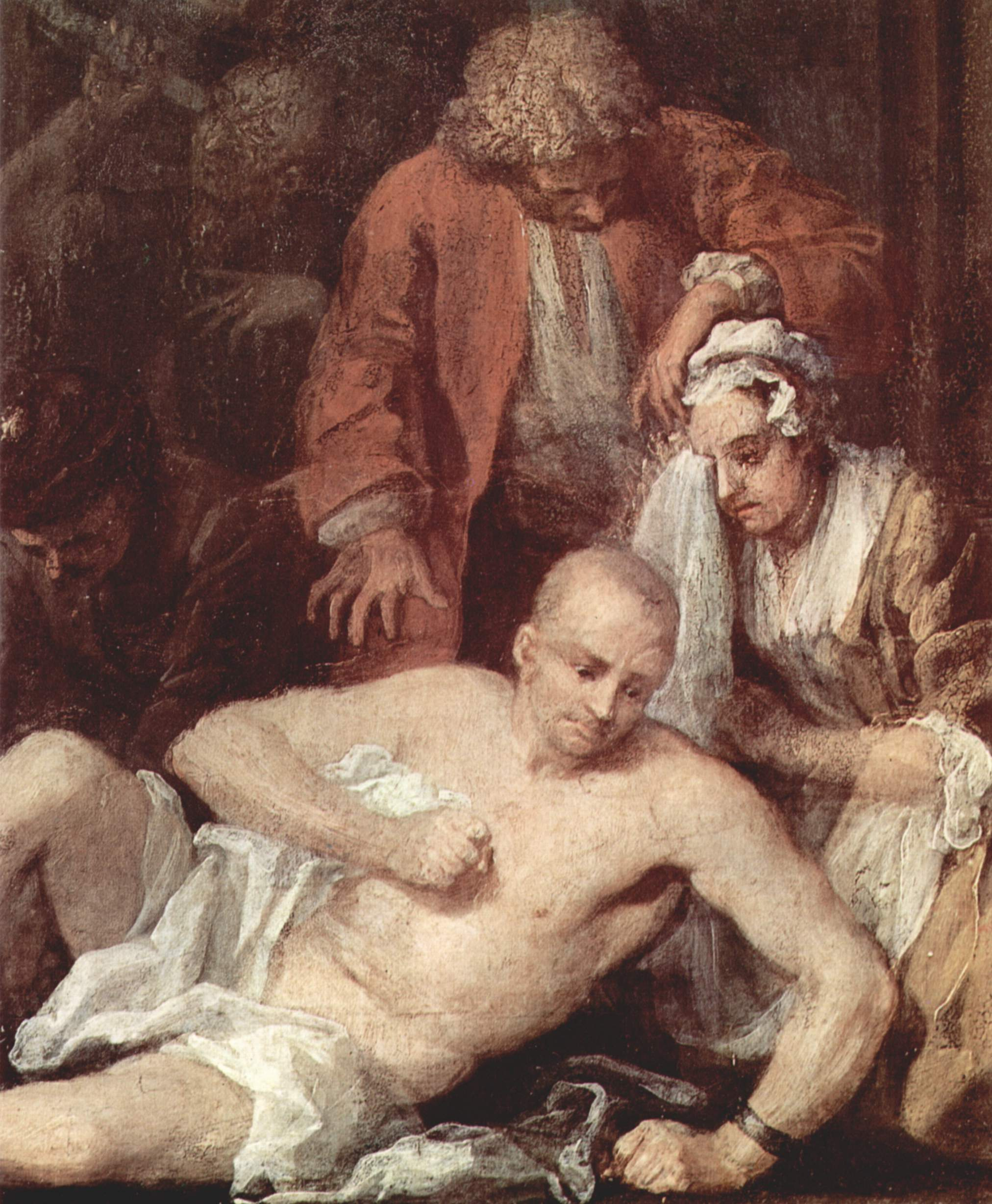
William Hogarth A Rake’s Progress (Das Ende des Wüstlings) für den er angeblich die Züge John Ranbys zur Vorlage nahm (Ausschnitt).

John Ranby (* 1703 in St. Giles in the Fields in Middlesex; † 28. August 1773 in Chelsea, London) war ein englischer Arzt, Militärchirurg und Berufspolitiker.

## Leben
John Ranby, Sohn eines Wirtes aus St. Giles-in-the-Fields in Middlesex (der Ort liegt heute im Stadtteil Holborn im Londoner West End) begann am 7. April 1715 eine Ausbildung zum Bader und Chirurg. Am 7. Oktober 1722 legte er die Chirurgische Prüfung ab.
Nach der Prüfung eröffnete sich John Ranby eine ungewöhnlich schnelle Karriere, begleitet von einem gesellschaftlichen Aufstieg. Am 30. November 1724 wurde er als Fellow in die Royal Society aufgenommen. 1738 folgte die Berufung als "Surgeon-in-ordinary" und 1740 die Ernennung zum "Sergeant-Surgeon". Im Mai 1743 wurde John Ranby zum Principal-sergeant-surgeon ernannt, eine Position, der im Heiligen Römischen Reich Deutscher Nation die eines Protochirurgen entsprach. Im gleichen Jahr begleitete er George II. auf einem Feldzug im Rahmen des Österreichischen Erbfolgekriegs nach Deutschland. In der Schlacht bei Dettingen versorgte er den am Knie durch eine Musketenkugel verwundeten eigentlichen Oberbefehlshaber den Duke of Cumberland.
Nach dem Krieg erwirkte Ranby 1745 eine Parlaments-Akte, die bewirkte, dass in Großbritannien und Hannover der Chirurgenstand von den Barbieren getrennt wurde. Ranby wurde Erster Vorsitzender der danach neugegründeten "Surgeons-Company". Ranbys Sessel verbrannte im College bei dessen Bombardierung 1941. Der von John Ranby gestiftete silberne Pokal befindet sich noch heute im Besitz des Royal College of Surgeons of England. Am 13. Mai 1752 übernahm John Ranby die Leitung des Chelsea Hospitals, eine Position, die er bis zu seinem Tod am 28. August 1773 innehatte. John Ranby verstarb in seiner im Chelsea Hospital eingerichteten Wohnung und wurde auf dem Friedhof des Hospitals begraben.

## Privates Leben
John Ranby heiratete 1729 seine Patientin Jane, die Tochter des Honorable Dacre Barrett-Lennard. Der Heiratsantrag erfolgte während der Wundversorgung. Die Ehe scheint nicht sehr glücklich gewesen zu sein. John Ranby hatte zwei uneheliche Kinder, Hannah und George Osborne. George Osborne erhielt 1756 die Erlaubnis den vollen Namen des Vaters anzunehmem. Als John Ranby jr. (1743–1820) wurde er ein bekannter politischer Journalist.

## John Ranby in der Literatur und bildenden Kunst

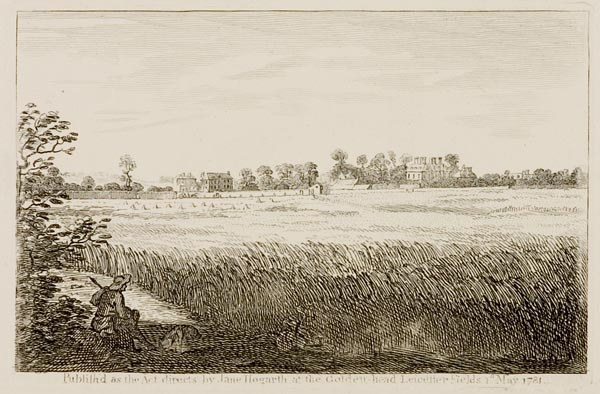
John Ranbys Landsitz in Chiswick aus dem Fenster seines Nachbarn William Hogarth gesehen.

Zwischen 1733 und 1745 praktizierte und lebte John Ranby in der Bond Street. Henry Fielding schrieb in seinem Roman Amelia in der Bond Street lebe der „most eminent Surgeon of the Kingdom, and perhaps of the World“. Fielding erwähnte John Ranby auch in seinem Roman The History of Tom Jones, a Foundling (6 Bände, 1749, deutsch 1771) lobend.
John Ranby besaß einen Landsitz in Chiswick in der Nachbarschaft des Malers und Kupferstechers William Hogarth. Hogarth fertigte 1750 eine kleine, erst 1781 durch die Witwe herausgegebene Radierung, die den Landsitz John Ranbys von seinem Fenster aus gesehen darstellt. Der Überlieferung nach verlieh Hogarth seinem Wüstling in seiner Folge The Rake’s Progress die Züge seines Nachbarn John Ranby. Porträts von John Ranby sind ansonsten nicht erhalten.

## Der Ranby Cup
Anlässlich seiner Ernennung zum ersten Vorsitzenden der "Company of Surgeons" stiftete John Ranby einen silbernen Deckelpokal, der sich heute noch im Besitz des Royal College of Surgeons befindet. Der mit zwei Henkel versehene bekronte Pokal hat eine Höhe von knapp 40 cm bei einem Durchmesser von etwa 20 cm. Er wurde den Marken nach 1745 vom Londoner Silberschmied Eliza Godfrey (Punze E.G.) gefertigt. Die lateinische Inschrift unter dem eingravierten Wappen der "Company of Surgeons" lautet: Die July primo, MDCCXLV / Hoc Qualecunque suae in Fratres / Observantiae Monumentum / Dignissimae Chirurgorum / Londinensium Societati / Consecrat Joannes Ranby.

## Veröffentlichungen
- Ein Beitrag in den Philosophical Transactions. 1731, vol. xxxvii.
- Three Curious Dissections by John Ranby, esq., Surgeon to His Majesty's Household and F.R.S. 1728. London 1740.
- The Method of Treating Gunshot Wounds. John und Paul Knapton, London 1744, (16).
- Advice to John Ranby, Esq. principal serjeant surgeon to His Majesty, and F.R.S : with a Narrative of the last illness of the Earl of Orford, from May 1744 to the day of his decease, 18 March following. W. Bickerton, London 1745.
- An Expostulatory address to John Ranby Esq. ... occasioned by his treatise on gunshot-wounds, and his narrative of the Earl of Orford's last illness : with remarks on his adviser etc. John und Paul Knapton, London.
- An appendix to the narrative of the last illness of the right honorable the Earl of Orford: occasioned by the letter from a physician in town to another at Bath. John und Paul Knapton, London.
- A second letter from a physician in town to another at Bath ; occasioned by Serjeant Ranby's appendix to his narrative ... M. Cooper, London 1745.
- The True Account of all the Transactions before the Right Honourable the Lords and others Commissioners for the affairs of Chelsea Hospital as far as relates to the Admission and Dismission of Sam. Lee, Surgeon. John und Paul Knapton, London 1754, (2) 65, (3).

## Bedeutung
John Ranbys Stellung und Bedeutung in der Medizingeschichte des 18. Jahrhunderts beruhte in erster Linie auf der technischen Brillanz und seiner Berufspolitik. Die Publikationen waren für das Nachwirken von geringerer Bedeutung. In seinem Hauptwerk "The Method of treating Gun-shot Wounds" handelte er seine im Österreichischen Erbfolgekrieg in Deutschland gewonnenen Erfahrungen bei der Behandlung von Schusswunden ab.